# Kulturskog

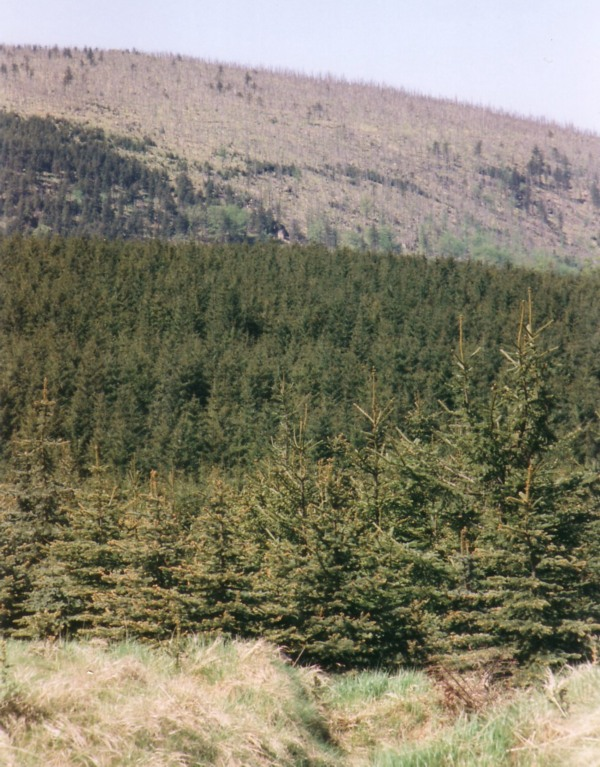
Relativt nyplanterad skog i den tjeckiska delen av Erzgebirge.

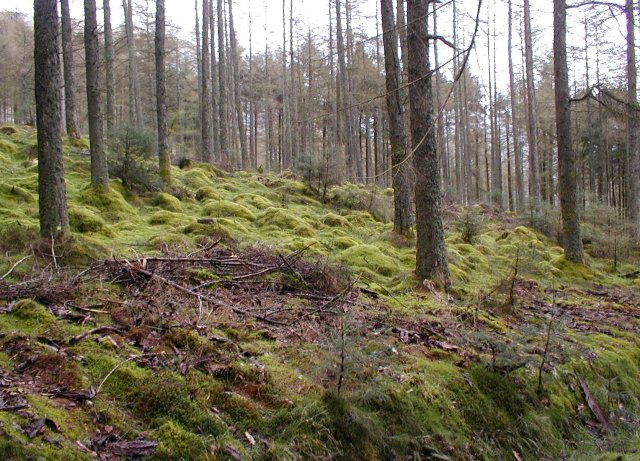
Ennerdale Forest, en ekonomiskog i Cumbria.

Kulturskog är skog som är ett resultat av skogsodling, vilket ger skog som varken är naturskog eller urskog.
Kulturskog domineras av ett enda trädslag som är planterat och utgör en monokultur.
I Finland används termen ekonomiskog för skog som är planterad för kommersiellt bruk, så kallat skogsbruk och vars syfte är att producera så mycket timmer, bränsle, massaved, energiskog och andra skogsprodukter som möjligt. 
Kulturskogen, är då den är en  monokultur, innebär att den naturliga mångfalden minskar och det har gett upphovet till begreppet grön öken (engelska: green desert).